# Кут диз'юнктиву
Кут диз'юнкти́ву (рос. угол дизъюнктивы, англ. disjunctive angle, нім. Disjunktivwinkel m) — у геології — кут між зміщувачем і блоком (крилом) диз'юнктиву в бік відносного переміщення блока. Величина кута диз'юнктиву міститься в нормальному перерізі до лінії обриву блока.